# Невилл, Изабелла
Изабе́лла Не́вилл, герцогиня Кла́ренс (англ. Isabel Neville, Duchess of Clarence; 5 сентября 1451 — 22 декабря 1476) — старшая дочь «делателя королей» Ричарда Невилла, графа Уорика, и Анны де Бошан, и соответственно старшая сестра королевы Анны Невилл, жены короля Ричарда III. Жена Джорджа Плантагенета, 1-го герцога Кларенса, брата королей Эдуарда IV и Ричарда III.

## Биография
Изабелла родилась в Уорикском замке и была старшей дочерью Ричарда Невилла, 16-го графа Уорика, и Анны Бошан. Её отец был одним из самых могущественных представителей дворянства в Англии и самым важным сторонником дома Йорков. Сестра её деда, Сесилия Невилл, была женой Ричарда, герцога Йоркского, который заявил права на корону для Йорков.
Большая часть детства Изабеллы прошла в Миддлгемском замке, одном из поместий её отца, где она и её младшая сестра, Анна, встретили двух младших сыновей герцога, Ричарда, герцога Глостера (будущего Ричарда III) и Джорджа, герцога Кларенса. Вполне возможно, что в период с середины 1461 и, по крайней мере, до весны 1465 года рассматривался союз дочерей графа с молодыми принцами. Герцог Йоркский был убит 30 декабря 1460 года, однако с помощью Уорика в марте 1461 года на трон был возведён его старший сын Эдуард.
11 июля 1469 года в Кале Изабелла тайно вышла замуж за Джорджа Кларенса, брата нового короля, а годом позже родила дочь, умершую на следующий день. Король был против брака Джорджа с Изабеллой, поскольку родство с Йорками ещё больше приблизило влиятельного Уорика к трону. После свадьбы Джордж с семьёй жены бежал во Францию, где объединил усилия с тестем и бывшей королевой Маргаритой Анжуйской, дабы свергнуть Эдуарда. Здесь в 1470 году младшая сестра Изабеллы, Анна, была обручена и к концу того же года вышла замуж за Эдуарда Вестминстерского, наследника престола Англии от дома Ланкастеров, сына Маргариты. Кларенс и Изабелла приняли решение идти с мировой к брату, понимая, что королём Джорджу не быть.
В 1471 году после окончательной победы Эдуарда IV над Маргаритой Анжуйской, Изабелла приняла в своём лондонском доме овдовевшую сестру, в то время как её мать, Анна Бошан, нашла убежище в аббатстве Болье. Овдовевшая и осиротевшая Анна стала предметом спора между мужем Изабеллы, герцогом Кларенсом, и его братом герцогом Глостерским, который хотел жениться на молодой вдове. Изабелла и её сестра были наследницами огромных имений своих родителей. Кларенс, стремясь получить всё наследство, относился к Анне как своей подопечной и был против её вступления в брак, что позволяло ему укрепить свои требования. В конце концов, Ричард отказался от большей части земель и собственности Уорика, включая титулы графа Уорика и графа Солсбери, а также должности Великого камергера Англии в пользу мужа Изабеллы.
Изабелла скончалась 22 декабря 1476 года в возрасте 25 лет в Уорикском замке. Ходили слухи, что смерть Изабеллы была не случайна, её отравили. Джордж обвинил в этом слуг, двух из которых осудил и распорядился повесить. Подозревали также и самого Джорджа. Стоит заметить, что Изабелла с детства страдала слабым здоровьем, а четвёртые роды ещё больше ослабили организм, и потому смерть её могла быть вызвана естественными причинами. Возможно также, что Изабелла умерла от чахотки, предположительно от которой в 1485 году скончалась её сестра. Через два года после смерти Изабеллы сам Джордж Кларенс был казнён.
Вероятно, между сёстрами Невилл были хорошие отношения, поскольку после смерти Изабеллы и Джорджа Анна взяла под свою опеку племянников. После смерти собственного сына Анна уговорила мужа назначить сына Изабеллы своим наследником. После смерти Анны Ричард сделал предполагаемым наследником Джона де Ла Поля, графа Линкольна, сына его старшей сестры Елизаветы. Ни одно из этих решений не имело законных оснований и публично провозглашено не было.

## Дети
У Изабеллы и Джорджа было четверо детей:
- Анна (16 — 17 апреля 1470);
- Маргарет (14 августа 1473 — 27 мая 1541) — графиня Солсбери; была замужем за Ричардом Поулом, от которого родила четверых сыновей и дочь, казнена по обвинению в государственной измене;
- Эдуард (25 февраля 1475 — 28 ноября 1499) — граф Уорик; в возрасте 10 лет был заключён в Тауэр, казнён спустя 14 лет по обвинению в участии в заговоре;
- Ричард (6 октября 1476 — 1 января 1477).

## В культуре
Изабелла является одной из главных героинь романа Филиппы Грегори «Дочь Делателя королей» (2012), а также упоминается в других книгах серии «Война кузенов». Она также является одним из действующих лиц экранизации романов Грегори Белая королева, где роль герцогини Кларенс исполнила Элеонор Томлинсон.